# Ruvettus pretiosus
El escolar clavo, escolar rasposo o simplemente escolar (Ruvettus pretiosus) es una especie de pez perteneciente a la familia de los gempílidos y es la única representante dentro del género Ruvettus. En Chile se le conoce por los nombres comunes bacalao de Isla de Pascua, atún escofina y konso.

## Descripción
Puede alcanzar una talla máxima de 300 cm (normalmente 150) y 63,5 kg de peso. Cuerpo de color marrón a oscuro con los extremos de las aletas pectorales y pélvicas negras. Los bordes de la segunda aleta dorsal y de la anal son blancos en los ejemplares jóvenes. Su superficie externa es muy áspera con escamas intercaladas con tubérculos óseos y espinosos. Tiene de 13 a 15 espinas y 15-18 radios tiene en la aleta dorsal y una espina y 15-18 radios tiene en la anal. Tiene 32 vértebras.

## Alimentación
Es un cazador que preda sobre peces, crustáceos y calamares.

## Depredadores
En Brasil es depredado por el Tetrapturus albidus.

## Distribución y hábitat
Habita en las aguas templadas y tropicales de todos los mares y océanos. Es un pez pelágico, que habíta en los océanos, bentopelágico y de clima subtropical que vive entre 100 y 800 m de profundidad (normalment, entre 200 y 400) sobre la plataforma continental en general (en ocasiones, en aguas oceánicas se le encuentra a 800 m de profundidad) y entre las latitudes 55°N-43°S y 180°W-180°E.

## Uso comercial
Según el Reglamento ( CE) n.º 854/2004 en su Cap. 2 sobre controles oficiales de los productos de la pesca indica en el apartado sobre productos de la pesca venenosos, que se deberán realizar controles para garantizar que los productos de la pesca frescos, preparados, congelados y transformados pertenecientes a la familia Gempylidae, en particular el Ruvettus pretiosus (escolar) y el Lepidocibium flavobrunneum (escolar negro), sólo pueden comercializarse embalados o envasados y estén debidamente etiquetados para informar al consumidor sobre los modos de preparación o cocción adecuados y el riesgo relacionado con la presencia de sustancias con efectos gastrointestinales adversos.
La carne es muy grasa, y si se consume en exceso, tiene efectos laxantes, pues provoca una diarrea oleosa (que explica su nombre en inglés oil fish). También es apreciado como trofeo entre los aficionados a la pesca deportiva.
Según algunos autores, es venenoso para los humanos y, por tanto, incomestible.

## Referencias

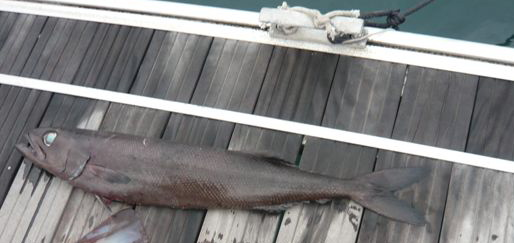
Ejemplar capturado en las Islas Canarias.